# Mitthyridium fleischeri
Mitthyridium fleischeri là một loài rêu trong họ Calymperaceae. Loài này được W. Schultze-Motel H. Rob. mô tả khoa học đầu tiên năm 1975.